# Faustino Rupérez
Faustino Rupérez Rincón (San Esteban de Gormaz, 29 luglio 1956) è un ex ciclista su strada spagnolo. Professionista dal 1979 al 1985, vinse una Vuelta a España, una Volta Ciclista a Catalunya e un Giro del Piemonte.

## Carriera
Passista veloce, passò professionista nel 1979 con la Moliner-Vereco mettendosi subito in luce con il quarto posto finale alla Vuelta a España e con la vittoria del titolo di campione spagnolo su strada in seguito alla squalifica per doping del vincitore Isidro Juárez.
L'anno successivo ottenne il suo risultato più prestigioso, imponendosi in due tappe e nella classifica generale della Vuelta a España. Negli anni successivi vinse la Volta Ciclista a Catalunya nel 1981, il Giro del Piemonte nel 1982, ottenendo anche il terzo posto alla Vuelta al País Vasco del 1984 dietro a Sean Kelly e Julián Gorospe. Si ritirò dall'attività al termine della stagione 1985.
Una volta appesa la bicicletta al chiodo intraprese l'attività di direttore tecnico in seno alla squadra franco-spagnola KAS, con la quale guidò al successo Sean Kelly nella Vuelta a España 1988. Successivamente diresse la Fagor-MBK e la Puertas Mavisa, per entrare poi nella Federazione spagnola, dove si occupò degli atleti affetti da cecità, guidandoli nei Giochi paralimpici di Atlanta, Sydney ed Atene.

## Palmarès
- 1977 (dilettante)

2ª tappa Cinturón Ciclista Internacional a Mallorca
4ª tappa Cinturón Ciclista Internacional a Mallorca
Classifica generale Cinturón Ciclista Internacional a Mallorca
- 1979

Campionati spagnoli, Prova in linea
Prueba Villafranca de Ordizia
5ª tappa Vuelta a Aragón
- 1980

5ª tappa Vuelta a España (San Quirze > Seo de Urgel)
7ª tappa Vuelta a España (Viella > Jaca)
Classifica generale Vuelta a España
Classifica generale Vuelta Ciclista Asturias
- 1981

2ª tappa Vuelta Ciclista Asturias
Classifica generale Volta Ciclista a Catalunya
2ª tappa Vuelta a Burgos
Classifica generale Vuelta a Burgos
- 1982

5ª tappa Vuelta Ciclista Asturias
Prueba Villafranca de Ordizia
Giro del Piemonte
4ª tappa Vuelta a Burgos
Circuito de Pascuas
- 1983

2ª tappa Vuelta Ciclista Asturias
Grand Prix de Naquera
- 1984

4ª tappa Vuelta Ciclista a la Rioja
Classifica generale Vuelta a Asturias

## Piazzamenti

### Grandi Giri
- Giro d'Italia

1980: 11º
1981: ritirato (19ª tappa)
1982: 10º
1983: 7º
1984: 13º
- Tour de France

1985: 39º
- Vuelta a España

1979: 4º
1980: vincitore
1981: 8º
1982: 4º
1983: 10º
1984: 21º
1985: 19º

### Classiche monumento
- Milano-Sanremo

1980: 138º
1981: 25º
1983: 86º
1984: 26º
- Giro di Lombardia

1982: 19º
1983: 13º

### Competizioni mondiali
- Campionato del mondo

Nürburg 1978 - In linea Dilettanti: 16º
Valkenburg 1979 - In linea: 42º
Sallanches 1980 - In linea: ritirato
Goodwood 1982 - In linea: 14º
Altenrhein 1983 - In linea: 4º